# Billy Howle
William Walter D. Howle  (Stoke-on-Trent,  9 de novembro de 1989) é um ator britânico, conhecido por seus papéis na televisão e no cinema britânico. 

## Vida e carreira
Howle nasceu em Stoke-on-Trent, Staffordshire. Ele apareceu como James Warwick na série de televisão da E4, Glue. Desde então, ele co-estrelou o filme The Sense of an Ending (como a versão mais jovem do personagem principal de Jim Broadbent) e a minissérie The Witness for the Prosecution no papel central do réu em um caso de assassinato, Leonard Vole.
Ele também apareceu no filme histórico Dunkirk e estrelou com Saoirse Ronan no filme, On Chesil Beach, uma adaptação do romance de Ian McEwan, bem como na adaptação cinematográfica de The Seagull de Anton Chekhov, e aparece também no filme Outlaw King, da Netflix. 
Howle foi o rosto da Prada S/S16, digigido por Craig McDean. 
Ele iniciará a série da Netflix O casal perfeito

## Filmografia

### Filme
| Ano  | Filme                 | Função                  | Notas |
| ---- | --------------------- | ----------------------- | ----- |
| 2017 | O sentido de um final | Jovem Tony Webster      |       |
| 2017 | Dunkirk               | Oficial mesquinho       |       |
| 2017 | Na praia Chesil       | Edward Mayhew           |       |
| 2018 | A gaivota             | Konstantin Treplyov     |       |
| 2018 | Rei fora da lei       | Edward, Prince of Wales |       |

### Televisão
| Ano  | Filme                    | Função        | Notas |
| ---- | ------------------------ | ------------- | ----- |
| 2014 | Cola                     | James Warwick |       |
| 2014 | Novos mundos             | Joseph        |       |
| 2016 | A testemunha da acusação | Leonard Vole  |       |
| 2019 | MotherFatherSon          | Caden Finch   |       |